# Igreja Paroquial de Santa Margarida do Sado
A Igreja Paroquial de Santa Margarida do Sado é um monumento religioso na aldeia de Santa Margarida do Sado, no concelho de Ferreira do Alentejo, em Portugal.

## Descrição e história
O imóvel situa-se junto à Ponte de Santa Margarida do Sado. Destaca-se a presença, no seu exterior, de diversos cipos do período romano, com inscrições funerárias. Estas peças vieram provavelmente de Figueira dos Cavaleiros, nas imediações de Santa Margarda do Sado, num local onde se erguiria um templo romano à deusa Fortuna. A igreja em si foi construída no século XVI.
A igreja foi classificada como Imóvel de Interesse Municipal pela Câmara Municipal de Ferreira do Alentejo, na reunião de 13 de Novembro de 2002, decisão que foi anunciada no Aviso n.º 7515/2003, de 1 de Setembro. Porém, esta medida foi aulada pelo Instituto Português do Património Arquitectónico, que considerou que a autarquia não possuía as competências necessárias para tal.